# 12号染色体
12號染色體是人類23對染色體中的一對，正常人擁有2條12號染色體。12號染色體纏繞了約1億3300萬鹼基對（構築DNA的材料），並包含了人類細胞中約4%至4.5%的DNA。每條染色體上的基因識別是遺傳研究活躍的領域。因為研究人員使用不同的方法來進行對於每一條染色體基因數目的預測，而基因數目的估計會有所變化。12號染色體的基因數目有可能介於1000個至1300個。

## 疾病或症狀
下列與12號人類染色體的基因異常有關的疾病或症狀：
- 口吃[2]
- 遺傳性出血性血管擴張症
- 歌舞伎化妆综合征
- 發作性嗜睡病
- 帕金森氏症
- 血管性血友病

### 其他
- Gilbert F, Kauff N. . Genet Test. 2000, 4 (3): 319–33. PMID 11142767. doi:10.1089/10906570050501588.（英文）
- Montgomery KT, Lee E, Miller A, Lau S, Shim C, Decker J, Chiu D, Emerling S, Sekhon M, Kim R, Lenz J, Han J, Ioshikhes I, Renault B, Marondel I, Yoon SJ, Song K, Murty VV, Scherer S, Yonescu R, Kirsch IR, Ried T, McPherson J, Gibbs R, Kucherlapati R. . Nature. 2001, 409 (6822): 945–6. PMID 11237017. doi:10.1038/35057174.（英文）